# Tracheplexia tenuiata
Tracheplexia tenuiata är en fjärilsart som beskrevs av Fletcher 1961. Tracheplexia tenuiata ingår i släktet Tracheplexia och familjen nattflyn. Inga underarter finns listade i Catalogue of Life.